# Банковская система Сейшельских Островов
Банковская система Сейшельских островов — система кредитно-финансовых институтов Сейшельских островов, состоящая из Центрального банка Сейшельских островов, традиционных коммерческих и офшорных банков, а также бюро обмена валют и специальных кредитно-финансовых институтов.
Первым учреждением, осуществлявшим отдельные банковские операции на Сейшеллах была местная компания «Термолджиз». В конце 1950-х годов на Сейшельских островах начал работу первый филиал банка, открытый британским Barclays Bank.
По состоянию на 2012 год банковская система Сейшелл включала в себя:
- 6 обычных коммерческих банков
  - Barclays Bank (Seychelles) Ltd.
  - Mauritius Commercial Bank (Seychelles) Ltd.
  - Bank of Baroda
  - Habib Bank Limited
  - Seychelles International Mercantile Banking Corporation (SIMBC), действующий под брэндом «Nouvobanq»
  - Сейшельский Сберегательный Банк (Seychelles Savings Bank);
- 1 офшорный банк
  - BMI Offshore Bank;
- 3 специальных кредитно-финансовых института
  - Сейшельский Кредитный Союз (Seychelles Credit Union)
  - Банк Развития Сейшелл (Development Bank of Seychelles)
  - Жилищная Финансовая Компания (Housing Finance Company, HFC);
- 25 бюро обмена валют.

## Банковское законодательство
Основным актом, регулирующим банковскую деятельность на Сейшельских островах, является Закон о финансовых институтах № 14, принятый 29 декабря 2004 года.